# Schwerthof

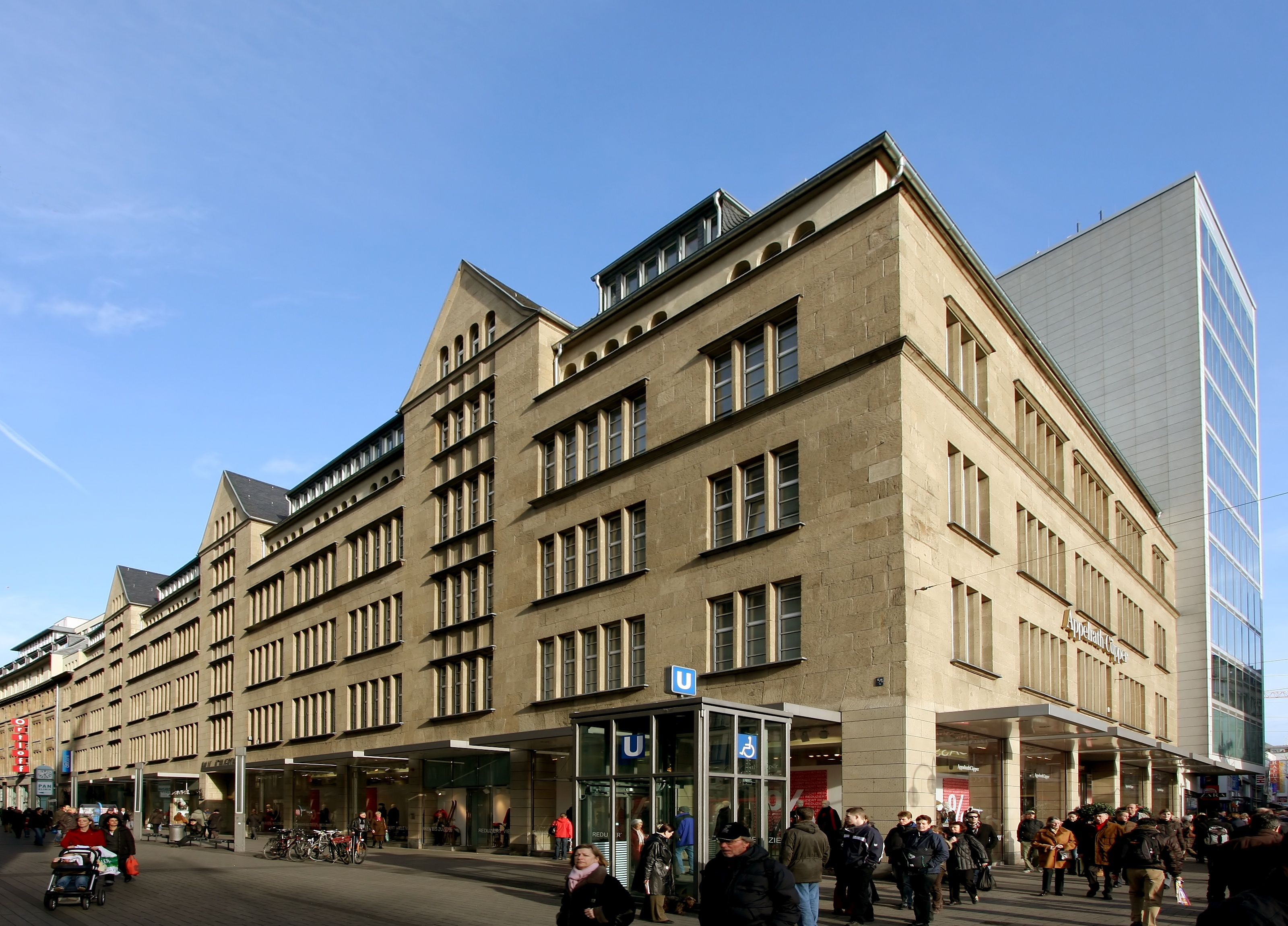
Schwerthof (2009)

Der Schwerthof ist ein unter Denkmalschutz stehendes Baudenkmal im Kölner Stadtteil Altstadt-Nord. Das Büro- und Geschäftshaus an der „Zeppelinstraße 2“ Ecke „Neumarkt 2“ entstand in den Jahren 1921 und 1922 nach einem Entwurf des Kölner Architekten Jacob Koerfer.

## Geschichte
Vorgängerbauwerk am Neumarkt 2 war der „Blankenheimer Hof“, ein 1758 für Philipp Christian Graf von Sternberg und Manderscheid errichtetes Palais, das zuletzt als Offizierskasino gedient hatte. Spätestens seit Anlage der Zeppelinstraße (1910/1911) stellte der „Blankenheimer Hof“ auf Grund seiner zum Neumarkt um 3,64 Meter vorspringenden Fassade ein Hindernis innerhalb der neuen, von Carl Rehorst entwickelten Verkehrsplanung dar, welche eine Verbreiterung der auf den Neumarkt auslaufenden Schildergasse vorsah.:100 Planungen, die Fassade im Zuge einer Neubauprojektierung am bisherigen Platz zurückversetzt oder anderer Stelle wieder zu errichten, wurden letztlich fallen gelassen.:102
Nachdem bereits in den Jahren 1911 bis 1913 das nach Norden anschließende Grundstück Zeppelinstraße 4–8 Ecke Am Alten Posthof mit dem Kaufhaus Isay bebaut wurde, blieb der Bauplatz des im Herbst 1913 niedergelegten Blankenheimer Hofes zunächst unbebaut. Der Beginn des Ersten Weltkriegs unterbrach zudem die Bemühungen seitens der Eigentümerin, der Stadt Köln, für das über 2.000 m² große Grundstück einen Käufer und potenziellen Bauherren zu finden.:103 Hier bot sich für Architekt Koerfer die Gelegenheit, mit Eigenkapital und Krediten Bürohäuser als Bauherr selbst zu errichten.:112 Koerfer erwarb Anfang 1921 das mit einer Front von 75 Metern an der neuen Zeppelinstraße und 27 Metern am Neumarkt gelegene Areal, um auf diesem ein Büro- und Geschäftshaus – den Schwerthof – zu errichten. Er begann im Frühjahr 1921 mit dem Bau, die Eröffnung fand am 3. Oktober 1922 statt. Der Name des neuen Gebäudes beruhte auf mittelalterlichen Benennungen. Im Jahre 1493 ist ein Kölner Bürger namens Abel vom Schwerthof in den Schreinsbüchern nachgewiesen, der hier gewohnt hat. Der Name Schwerthof übertrug sich sodann auf eine hier stehende Rüstkammer für Adlige aus dem 16. Jhdt.:103 Architekt Theodor Veil entwarf zusammen mit Koerfer das Gebäude. Doch führte Koerfer verschiedene Modifikationen durch, aus denen das Ende der Zusammenarbeit resultierte.:106 Der Bau wurde in seiner Architektur an die angrenzende Bebauung angeglichen: zum Neumarkt, an den Neubau des Polizeipräsidiums an der Krebsgasse 1 Ecke Schildergasse (das kleinteilige Fensterformat) und zur Zeppelinstraße an den vis-á-vis gelegenen Neubau des Kaufhauses Cords („strenge, glatte und flächige Anordnung von Wand und Fenstern in gleichmäßiger Reihung“).:103 Nach seiner Eröffnung im Oktober 1922 hatten sich hierin bereits 15 Firmen angesiedelt.:112 Architektonisch entsprach im Schwerthof der Mittelstützenabstand noch dem Achsenabstand des Stützenrasters.:116
Das Erdgeschoss nahm auf seinen 1.750 m² neben kleineren Lokalitäten ein Café auf, dessen Konditorei alleine 450 m² umfasste. Da sich kein Pächter fand, übernahm der Kölner Gastronom Ludwig Blatzheim das Café selbst und führte bis zu 180 Mitarbeiter.:108
Der Schwerthof wurde während des Zweiten Weltkriegs nur vergleichsweise leicht beschädigt. Im Jahr 1947 konnte an Stelle des Cafés Kölns erstes Innenstadt-Kino der Nachkriegszeit, das „UFA-Schwerthof“ eröffnet werden. Über mehrere Jahrzehnte bestand schließlich die „Bücherstube am Dom jetzt am Neumarkt“, die über Eingänge zum Neumarkt und zur Zeppelinstraße verfügte.
Die Eintragung des Schwerthofes in die Denkmalliste der Stadt Köln erfolgte am 27. Juni 1988 (Denkmal Nr. 4661).

## Architektur
Koerfer, der zugleich auch als Bauherr auftrat, wählte aus den variierenden Entwurfsfassungen einen Baukörper aus, der über 14 Achsen an der Zeppelinstraße und derer fünf am Neumarkt verfügte. Die Front in der Zeppelinstraße wurde durch drei übergiebelte Risalite perspektivisch unterbrochen. Das für Ladenlokale vorgesehene Erdgeschoss wurde entsprechend dem Raster der Skelettkonstruktion arkadenförmig ausgebildet, darüber zwei Bürogeschosse, bevor das dritte Obergeschoss durch ein Sohlbankgesims abgeteilt wird. Das aufgesetzte vierte Obergeschoss verspringt schließlich um 50 cm nach innen.:106 Nach oben abgeschlossen wird der Schwerthof durch ein hohes Walmdach.
Sowohl die bildhauerischen Ausarbeitungen an der Außenfront als auch Stuckarbeiten an den Innenwänden und -decken stammten von dem Kölner Bildhauer Willy Meller.:108 Die vier Bürogeschosse mit einer Nutzfläche von je 1.650 m² wiesen einen Verkehrsflächenanteil (Flure und Versorgungsräume) von 19 % aus.:108 f Konstruktionsbedingt war von Beginn an eine Raumaufteilung entsprechend der Mieterwünsche möglich.:109

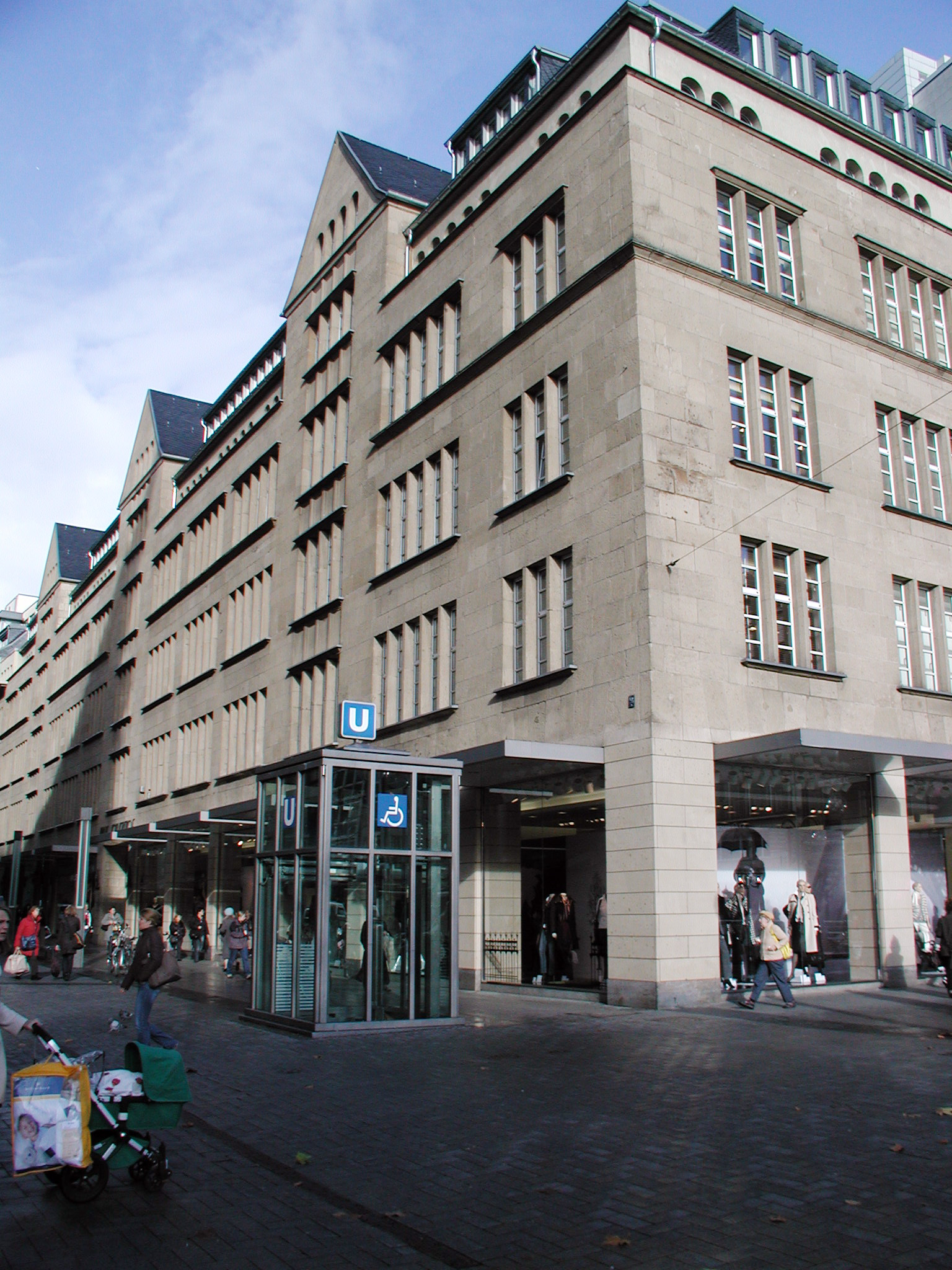
Gebäudeecke (2007)
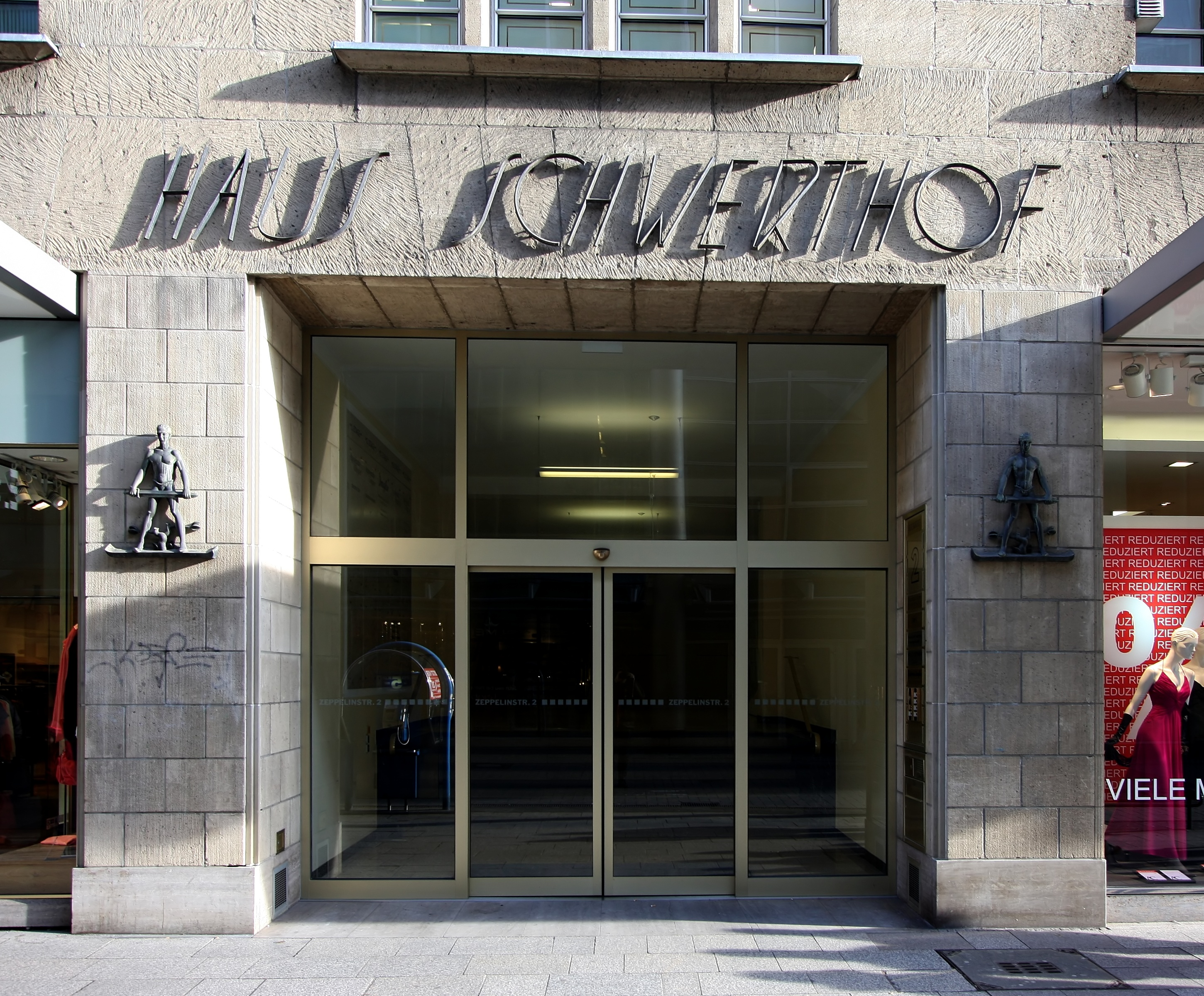
Eingang Zeppelinstraße (2009)
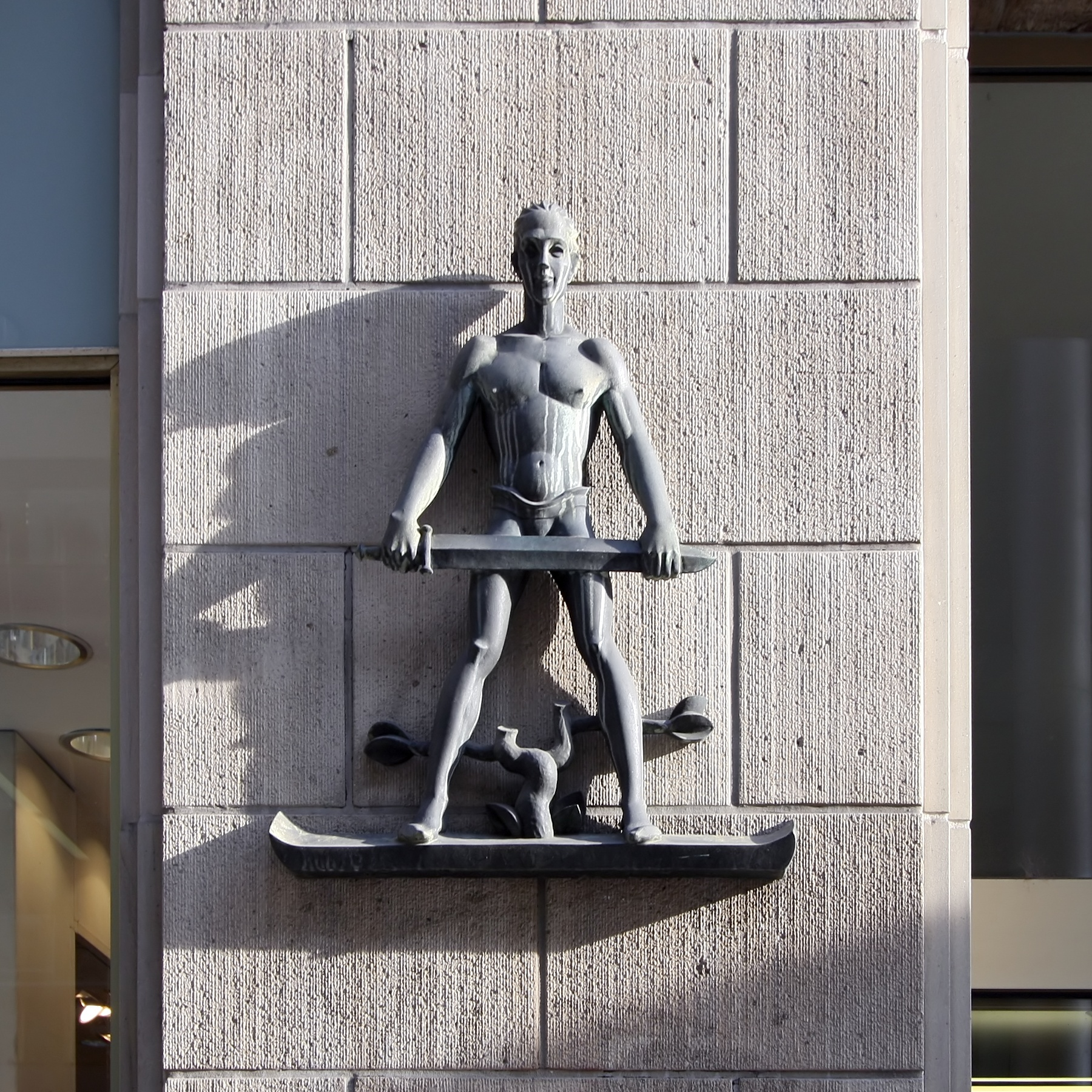
Figur links vom Eingang (2009)
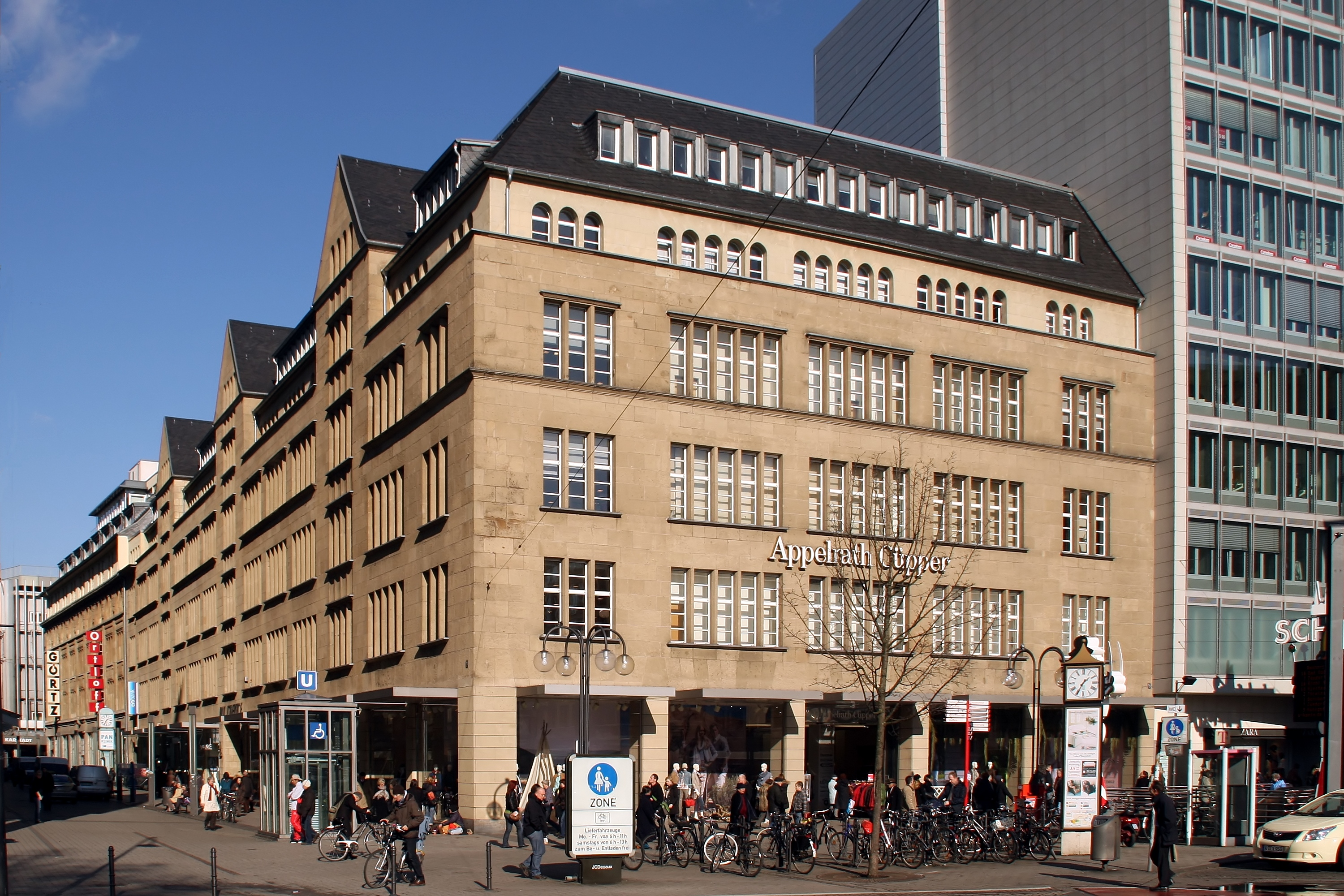
Südansicht (2010)